# Karin Schubert
Karin Schubert (Hamburgo, Alemanha, 26 de Novembro de 1944) é uma atriz alemã.

## Biografia
Em 1967 foi descoberta pelos fotógrafos e começa a trabalhar no mundo da moda. Pouco depois passa ao cinema.
Começou a sua carreira interpretando papeís de comédia erótica (o mais conhecido foi Quel gran pezzo della Ubalda tutta nuda e tutta calda, ao lado de  Edwige Fenech).
Depois de ter feito carreira no cinema erótico e pelo western spaghetti , em 1985 decide dedicar-se aos filmes pornográficos, por razões de natureza económica (ajudar o filho a escapar do mundo da droga).
Tentou duas vezes o suicídio, em 1994 e em 1996.
Em 1994 confessou, numa entrevista televisiva que foi molestada sexualmente pelo pai aos 11 anos.
Vive perto de Roma, na companhia de numerosos cães.

## Filmografia parcial
- Samoa, regina della giungla de Guido Malatesta (1968)
- Io ti amo de Antonio Margheriti (1968)
- Vamos a matar, compañeros  de Sergio Corbucci(1970)
- Satiricosissimo de Mariano Laurenti (1970)
- Scusi, ma lei le paga le tasse? de Mino Guerrini (1971)
- I due maghi del pallone de Mariano Laurenti (1971)
- Gli occhi freddi della paura, de Enzo G. Castellari (1971)
- La folie des grandeurs, de Gérard Oury (1971)
- Il prete sposato, di Marco Vicario (1971)
- Quel gran pezzo della Ubalda tutta nuda e tutta calda‎ (1972)
- Bluebeard, de Edward Dmytryk e Luciano Sacripanti (1972)
- Racconti proibiti... di niente vestiti, regia di Brunello Rondi (1972)
- Tutti per uno... botte per tutti de Bruno Corbucci (1973)
- La punition de Pierre-Alain Jolivet (1973)
- La casa della paura de William Rose (1973)
- Mio Dio come sono caduta in basso! de Luigi Comencini (1974)
- Il bacio di una morta de Carlo Infascelli (1974)
- Il pavone nero de Osvaldo Civirani (1974)
- Lo sgarbo, de Marino Girolami (1975)
- Emanuelle nera de Albert Thomas (1975)
- La dottoressa sotto il lenzuolo de Gianni Martucci (1976)
- L'uomo che sfidò l'organizzazione de Sergio Grieco (1976)
- Frittata all'italiana (1976)
- Cuando los maridos se iban a la guerra (1976)
- Emanuelle: perché violenza alle donne? (1977)
- Il buio intorno a Monica (1977)
- La Casalinga di Voghera (1978)
- L'infermiera nella corsia dei militari (1979)
- Una femme speciale (1979)
- Black venus (1983)
- Christina y la reconversión sexual de Francisco Lara Polop (1984)
- Hanna D. - La ragazza del Vondel Park de Rino Di Silvestro (1984)
- Morbosamente vostra (1985)
- Karin l'ingorda (1986)
- Ricordi di notte (1986)
- Poker di donne (1987)
- Il vizio nel ventre (1987)
- Osceno (1987)
- I vizi segreti di Karin (1987)
- Supermaschio per mogli viziose (1987)
- Born for love (1987)
- Born for love II (1987)
- Karin moglie vogliosa (1987)
- Altri desideri di Karin (1987)
- Orgia libera (1987)
- Karin e Barbara le supersexystar (1988)
- La parisienne (1989)
- Marina la ninfomane (1989)
- Mafia Connection (1989)
- La signora della notte (1990)
- Karin Schubert's ultimate pleasures (1990)
- Sperma viennese (1990)
- Sperma viennese II (1990)
- Sperma viennese III (1990)
- Hot and horny (1990)
- Stone clan teil 1 (1991)
- Stone clan teil 2 (1991)
- Una zia, due nipotine...30 cm di cameriere (1993)
- Le avventure erotix di Cappuccetto Rosso (1993)
- Le tre porcelline (1993)
- Giada supertrans (1994)
- Joe D'Amato Totally Uncut (1999)